# Kōdan

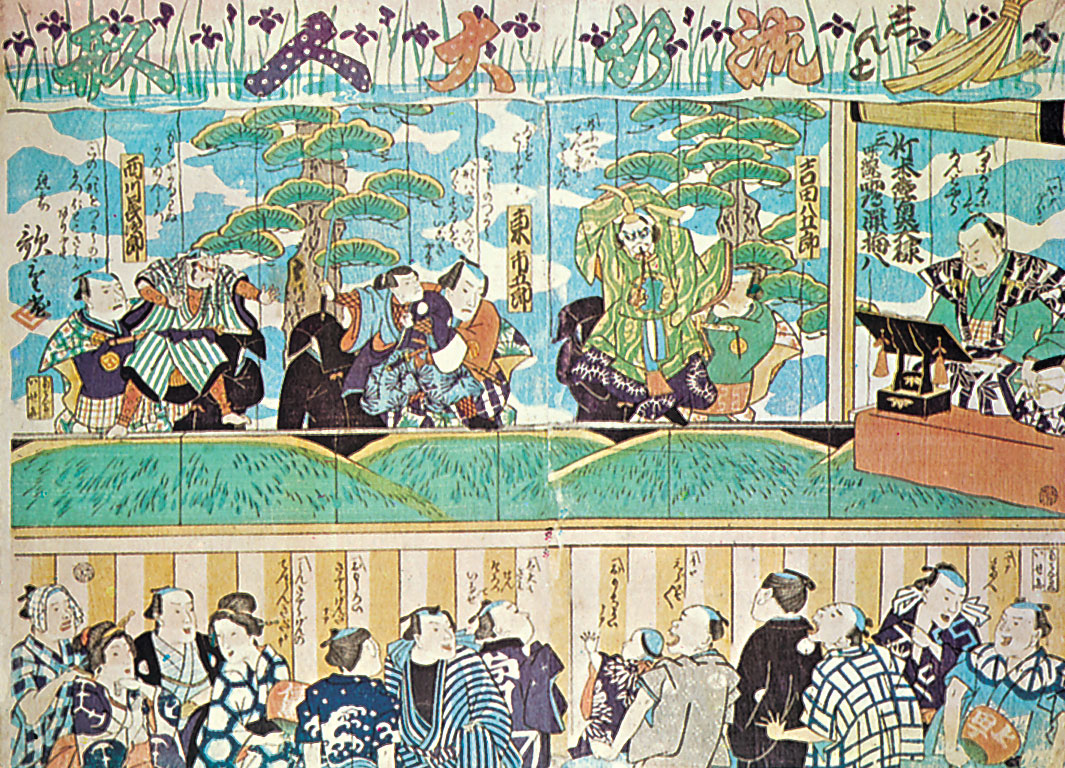
Gravure d'une représentation de théâtre traditionnel japonais.

Un kōdan (講談), auparavant aussi appelé kōshaku (講釈), est un style traditionnel japonais de conte oral.